# Primera División (Argentinien) 1962
Die Primera División 1962 war die 32. Spielzeit der argentinischen Fußball-Liga Primera División. Begonnen hatte die Saison am 25. März 1962. Der letzte Spieltag war der 12. Dezember 1962. Als Aufsteiger kam der Quilmes AC aus der Primera B Nacional dazu. Die Boca Juniors beendeten die Saison als Meister und wurden damit Nachfolger des Racing Club. Man qualifizierte sich damit für die Copa Libertadores 1963. In die Primera B Nacional mussten der Quilmes AC und Ferro Carril Oeste absteigen. Die Absteiger wurden unter Berechnung der Leistungen der letzten drei Jahre ermittelt.

## Abschlusstabelle
| Pl. | Verein                      | Sp. | S  | U  | N  | Tore    | Diff. | Punkte |
| --- | --------------------------- | --- | -- | -- | -- | ------- | ----- | ------ |
| 1.  | Boca Juniors                | 28  | 18 | 7  | 3  | 045:180 | +27   | 43     |
| 2.  | River Plate                 | 28  | 18 | 5  | 5  | 061:280 | +33   | 41     |
| 3.  | Gimnasia y Esgrima La Plata | 28  | 16 | 6  | 6  | 047:280 | +19   | 38     |
| 4.  | CA Independiente            | 28  | 12 | 11 | 5  | 041:270 | +14   | 35     |
| 5.  | Chacarita Juniors           | 28  | 12 | 6  | 10 | 051:440 | +7    | 30     |
| 6.  | CA Rosario Central          | 28  | 10 | 10 | 8  | 038:310 | +7    | 30     |
| 7.  | Club Atlético Atlanta       | 28  | 11 | 6  | 11 | 034:280 | +6    | 28     |
| 8.  | CA Huracán                  | 28  | 10 | 8  | 10 | 036:350 | +1    | 28     |
| 9.  | Racing Club (M)             | 28  | 8  | 10 | 10 | 039:410 | −2    | 26     |
| 10. | Argentinos Juniors          | 28  | 8  | 7  | 13 | 046:530 | −7    | 23     |
| 11. | CA San Lorenzo              | 28  | 7  | 8  | 13 | 039:510 | −12   | 22     |
| 12. | Ferro Carril Oeste          | 28  | 6  | 10 | 12 | 034:520 | −18   | 22     |
| 13. | CA Vélez Sarsfield          | 28  | 5  | 11 | 12 | 035:550 | −20   | 21     |
| 14. | Estudiantes de La Plata     | 28  | 5  | 10 | 13 | 034:530 | −19   | 20     |
| 15. | Quilmes AC (N)              | 28  | 3  | 7  | 18 | 026:620 | −36   | 13     |

| (M) | Vorjahres-Meister                                    |
| (N) | Vorjahres-Aufsteiger aus der Primera B Nacional 1961 |

## Meistermannschaft
| CA Boca Juniors | |
|                 | Almir Pernambuquinho, Víctor Benítez, Pedro Callá, Oswaldo da Silva, Edson Dos Santos, Néstor Errea, Alberto Mario González, Ernesto Grillo, Miguel Ángel Loayza, Marinho, Silvio Marzolini, Norberto Menéndez, Osvaldo Nardiello, Orlando Peçanha, Juan José Pizzuti, Antonio Rattín, Antonio Roma, Juan Rulli, José María Silvero, Carmelo Simeone, Paulo Valentim Trainer: José D’Amico |

## Torschützenliste
| Pl. | Nat.        | Spieler         | Verein                | Tore |
| --- | ----------- | --------------- | --------------------- | ---- |
| 1   | Argentinien | Luis Artime     | River Plate           | 25   |
| 2   | Argentinien | José Sanfilippo | CA San Lorenzo        | 23   |
| 3   | Argentinien | Lázaro Ruiz     | River Plate           | 19   |
| 3   | Argentinien | Paulo Valentim  | River Plate           | 19   |
| 5   | Argentinien | Alfredo Rojas   | Gimnasia y Esgrima LP | 17   |